# Platycheirus troll
Platycheirus troll är en tvåvingeart som beskrevs av Mutin 1999. Platycheirus troll ingår i släktet fotblomflugor, och familjen blomflugor. Inga underarter finns listade i Catalogue of Life.